# Блэк, Хьюго
Хью́го Лафайе́тт Блэк (англ. Hugo LaFayette Black, 27 февраля 1886 — 25 сентября 1971) — американский политик и юрист. Член Демократической партии США. Был сенатором от штата Алабама в Сенате США с 1927 по 1937 годы. Судья Верховного суда США с 1937 по 1971 годы, назначен президентом Франклином Делано Рузвельтом, назначение одобрено голосованием Сената (63 голоса против 13). Хьюго Блэк был первым из девяти членов Верховного суда, назначенных Рузвельтом, и проработал там дольше их всех, кроме Уильяма О. Дугласа. Блэк считается одним из самых влиятельных судей Верховного суда в XX столетии.
За свой срок службы в Верховном суде, четвёртый по продолжительности, Блэк был известен своей текстуалистичной трактовкой Конституции США и из-за своего убеждение, что свободы, гарантированные Биллем о правах (то есть первыми десятью поправками), были навязаны Штатам Четырнадцатой поправкой к Конституции. Его юридическая деятельность была темой многочисленных дискуссий. Из-за его требования чёткого текстуального анализа глав Конституции, вопреки гибкой юриспруденции многих его коллег, Блэка трудно охарактеризовать как либерала или консерватора, как эти термины понимаются в современном политическом дискурсе США. С одной стороны, его буквальное толкование Билля о правах и его теория объединения часто интерпретируются как содействие усилению гражданских прав и свобод. С другой стороны, Блэк твёрдо противостоял доктрине относительно процедуры рассмотрения дела с надлежащим соблюдением норм материального права и был убеждён, что принцип неприкосновенности личной жизни (прайвеси) не имеет никакого обоснования в Конституции, голосуя против него во время судебного процесса «Грисвольд против Коннектикута».

## Биография
Хьюго Лафайет Блэк был самым молодым из восьми детей Уильяма Лафайета Блэка и Марты Толенд Блэк. Он родился 27 февраля 1886 года в маленьком деревянном доме в Ашленде — бедном, изолированном посёлке округа Клей, штат Алабама, в предгорье Аппалачей.
Его брат Орландо стал врачом, поэтому Хьюго сначала хотел последовать его примеру. В возрасте 17 лет он окончил школу в Ашленде и поступил в Бирмингемскую медицинскую школы. Однако именно брат Орландо посоветовал Хьюго поступить в юридический колледж Университета Алабамы. После окончания университета в июне 1906 года Блэк вернулся в Ашленд и открыл адвокатскую контору в помещении над бакалейной лавкой. Его юридическая практика не имела успеха, а через полтора года после её открытия весь дом сгорел дотла. Тогда Блэк в 1907 году переехал в Бирмингем, где продолжил своё дело и начал специализироваться в законодательстве о труде и делам по телесным повреждениям.
После его защиты афроамериканца, которого втянули в форму коммерческого рабства с последующим заключением, Блэк стал другом А. А. Лейна, судьи, связанного с этим делом. Когда в 1911 году Лейн был избран в Комитет города Бирмингем, он предложил Блэку место судьи полицейского суда; эта должность станет единственным опытом судейства для Блэка перед его избранием в Верховный суд. В 1912 году Блэк сложил с себя обязанности судьи, чтобы полноценно заниматься юридической практикой. Но он не покончил с государственной службой, с 1914 года он в течение четырёх лет работал прокурором округа Джефферсон.
Три года спустя, во время Первой мировой войны, Блэк уволился, чтобы вступить в армию Соединённых Штатов. Он поступил в Офицерскую тренировочную школу в Форт-Оглторп, Джорджия, и вскоре достиг ранга капитана. Он служил в 81-м подразделении полевой артиллерии у Чаттануга, Теннесси, но в битвах не участвовал. В сентябре 1918 года, незадолго до конца войны, он вернулся к своей адвокатской практике в Бирмингеме. Он поступил в бирмингемский клуб Civitan International и, наконец, стал там президентом подразделения. Блэк всю жизнь оставался активным членом этой организации, время от времени публикуя статьи для изданий Civitan.
23 февраля 1921 года Блэк женился на Джозефине Фостер (1899—1951), которая родила ему троих детей: Хьюго Л. Блэка II (1922), который впоследствии также стал прокоруром, Стерлинга Фостера (1924) и Марту Джозефину (1933). Его внук, Хьюго Л. Блэк III, работал во Флоридской Палате представителей и стал помощником федерального прокурора. 6 декабря 1951 года после долгой болезни Джозефина умерла. В 1957 году Блэк женился на Элизабет Шей ДеМеритт.
Смолоду Блэк вступил в Ку-Клукс-Клан в Алабаме, считая этот шаг необходимым для своей политической карьеры. На выборах в Сенат, как «народный» кандидат, Блэк считал, что ему будут нужны голоса членов Клана, которые обычно были людьми с низким уровнем доходов, экономическими и политическими неудачниками. Только в конце своей жизни Блэк признал, что вступление в Клан был ошибкой, и говорил: «Я бы присоединился к любой группировке, если бы это добавило мне голосов».

### Карьера сенатора
В 1926 году Блэк баллотировался на выборах в Сенат США от штата Алабама после отставки сенатора Оскара Андервуда. Поскольку в политике Алабамы в те времена доминировала Демократическая партия, он с лёгкостью победил своего оппонента-республиканца, Э. Х. Драйера, набрав 80,9 % голосов. В 1932 году он был переизбран с 86,3 % голосов, одолев республиканца Дж. Теодора Джонсона.
Сенатор Блэк получил репутацию дотошного следователя. Например, в 1934 году он возглавлял комиссию, которая исследовала подряды, выданные перевозчикам авиапочты под руководством министра почты и телеграфа Уолтера Фолджера Брауна, — расследование, которое привело к скандалу с авиапочтой. С целью исправить то, что он назвал злоупотреблением, «мошенничеством и сговором», которые вытекали из Акта об авиапочте 1930 года, он ввёл законопроект Блэка-Маккелера, позже — Акт об авиапочте 1934 года. В следующем году он принимал участие в сенатском расследовании практики лоббирования. Он публично обвинял лоббистов и защищал закон, который требовал от них обнародовать свои имена и уровень доходов.
В 1935 году Блэк стал председателем Комиссии Сената по вопросам образования и труда. Эту должность он не оставлял в память о своей сенатской карьере. В 1937 году он поддержал законопроект рекса-Коннери, который должен был установить уровень минимальной зарплаты и продолжительность рабочей недели максимум 30 часов. Хотя законопроект был отменён Палатой Представителей, в 1938 году приняли более сокращенную версию (после того как Блэк оставил Сенат), которая стала Законом о справедливых условиях труда.
Блэк был ярым сторонником президента Франклина Д. Рузвельта и его «Нового курса». В частности, он был откровенным защитником законопроекта о реорганизации судебной системы 1937 года (англ.) — неудачного плана Ф. Рузвельта сделать Верховный суд более лояльным, увеличив количество его членов.
За сенаторскую карьеру Блэк и дальше выступал с речами, которые базировались на его убеждении в первоначальной власти Конституции. Он даже видел судебные эксцессы в действиях Верховного суда, который был против «Нового курса»; по его мнению, суд незаконно отменял законопроект, за который в Конгрессе проголосовало большинство.